# San Nicolò di Celle
San Nicolò di Celle o San Niccolò di Celle (denominazione quest'ultima con cui appare nei vari annuari del TCI, nelle rilevazioni dell'ISTAT e in altre pubblicazioni ufficiali) è una frazione di 1 103 abitanti del comune di Deruta (PG).

## Geografia e clima
Il paese è ubicato nella media valle del Tevere, fra il sistema collinare percorso dalla Strada regionale 317 Marscianese che congiunge Perugia a Marsciano e la sponda destra del fiume, posta a circa 2 km dall'abitato. Dista 16 km su strada da Perugia, situata a settentrione, e 7 km su strada dal capoluogo comunale (Deruta), ubicato a sud-est di San Nicolò. La sua altitudine è di 176 m s.l.m..
Il clima di San Nicolò di Celle è di tipo temperato sublitoraneo con una media annuale di 14,5 °C ed è caratterizzato da inverni non particolarmente freddi (i mesi più freddi, gennaio e febbraio, presentano entrambi temperature medie di 6,5 °C) ed estati con temperature elevate ma non torride (la temperatura media del mese più caldo, agosto, è di 24 °C). Nel corso dell'anno si registrano mediamente 39 giorni circa di gelo, frequenti soprattutto nella stagione invernale. Le precipitazioni sono generalmente comprese fra i 450 e i 500 mm annuali. Nei mesi invernali possono talvolta prodursi precipitazioni nevose (mediamente 1 o 2 giorni all'anno).
| San Nicolò di Celle (PG) | Gen | Feb  | Mar | Apr | Mag | Giu | Lug | Ago | Set | Ott | Nov | Dic | Anno |
| ------------------------ | --- | ---- | --- | --- | --- | --- | --- | --- | --- | --- | --- | --- | ---- |
| Tp. max. media (°C)      | 10  | 10   | 14  | 18  | 23  | 27  | 31  | 31  | 26  | 21  | 15  | 10  | 19,7 |
| Tp. min. media (°C)      | 3   | 3    | 5   | 7   | 11  | 14  | 16  | 17  | 14  | 11  | 7   | 4   | 9,3  |
| Giorni di gelo           | 9,8 | 10,3 | 6,3 | 1,4 | 0,1 | 0   | 0   | 0   | 0   | 0,3 | 2,7 | 8,0 | 38,9 |
| Precipitazioni (mm)      | 47  | 45   | 40  | 45  | 31  | 16  | 11  | 11  | 32  | 53  | 77  | 61  | 469  |
| Neve (giorni)            | 0,5 | 0,7  | 0,1 | 0   | 0   | 0   | 0   | 0   | 0   | 0   | 0   | 0,4 | 1,7  |

## Storia
Il toponimo deriva dall'unione tra il nome del santo venerato in loco, San Nicola, con il termine Celle, probabilmente riferito alla presenza di un certo numero di celle monastiche nei dintorni. Il piccolo centro si sviluppò infatti in età medievale dopo l'arrivo dei Benedettini, che disboscarono e bonificarono gli acquitrini: la toponomastica conserva memoria di quest'epoca, con termini quali pantanello, fosso lupeo, montalcino. Intorno al 1272, la Villa di S. Nicolò di Celle si trasformò in un Castrum, costruito a partire da un edificio usato originariamente come spedale. La struttura antica del castello rimane oggi solo parzialmente visibile, con la porta ed il padiglione d'ingresso, essendo oramai inglobata in abitazioni private.

## Economia e Società

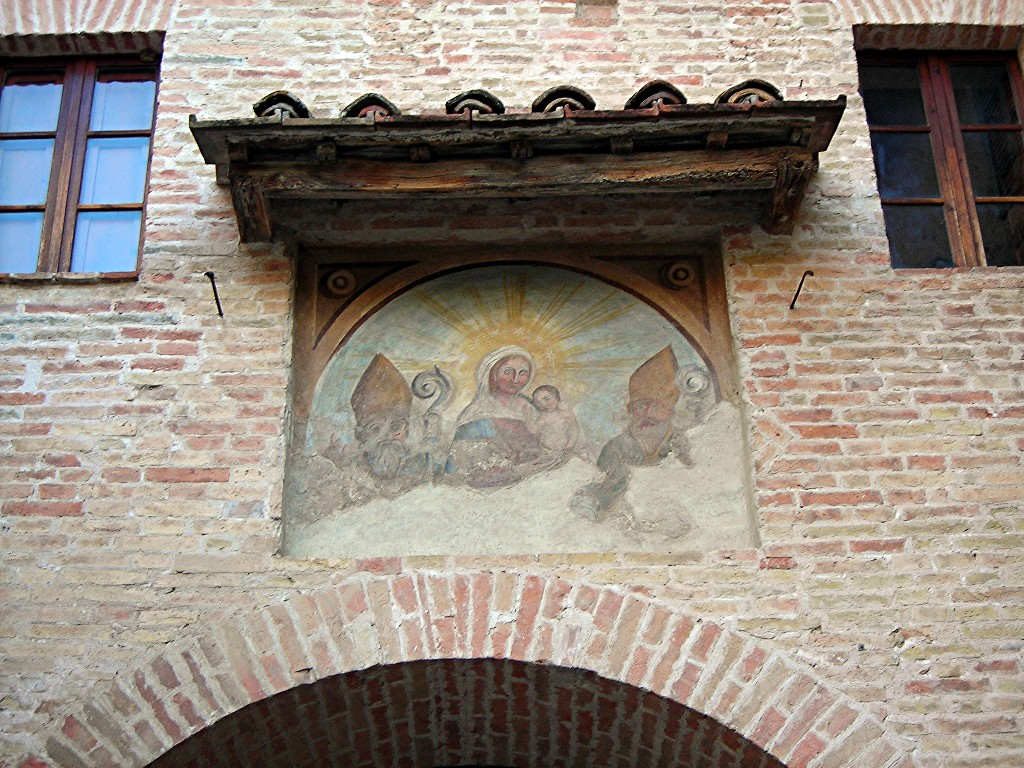
Affresco sulla porta del paese.

Tradizionalmente, la lavorazione del vimini e della paglia palustre permetteva la fabbricazione di ceste, seggiole e canestri, che venivano rivenduti in tutto il comprensorio. In particolare, la produzione di sedie e il mestiere del sediaio hanno costituito, e costituiscono ora solo in parte, una buona fonte di reddito. Al giorno d'oggi, comunque, la coltivazione (specie del tabacco) e l'allevamento costituiscono la risorsa principale. San Nicolò è nota anche per la presenza di una grande e storica discoteca del comprensorio perugino, e per la tradizionale Festa d'Estate, che si tiene nella seconda settimana di luglio. 
A San Nicolò di Celle esiste, dal 1982, un gruppo scout aderente all'Associazione Guide e Scouts Cattolici Italiani, fondato dall'allora parroco Don Elio Fratini. 
Nel 2023 il gruppo ha festeggiato quarantuno anni di storia.

## Sport
Sono presenti due squadre di calcio:
- A.S.D. San Nicolò (Campionato di Prima Categoria Umbria)
- Sannicolese (Prima Divisione del campionato UISP Perugia-Trasimeno)

## Monumenti e luoghi d'arte
- Elementi del Castello (XIV secolo), con la porta che raffigura la Madonna col Bambino, San Nicola e Sant'Ubaldo;
- Torre Baldeschi (medievale), alla periferia del paese;

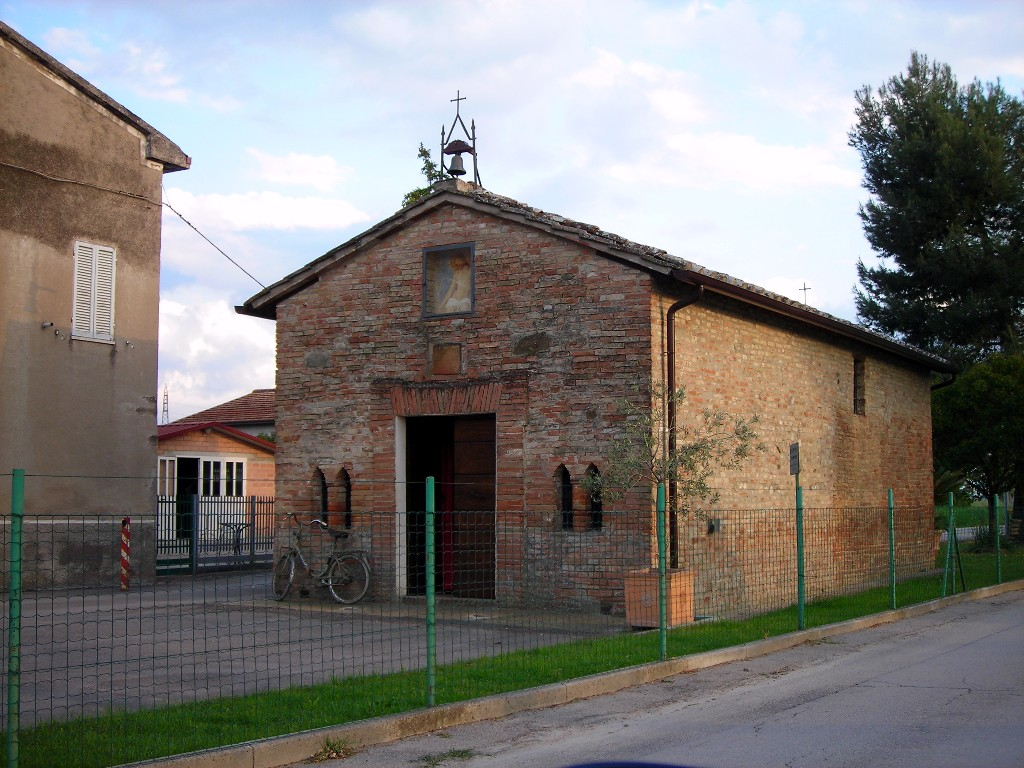
La chiesa della Madonnina dei Pantanelli.

- Chiesa della Madonna dei Pantanelli (XVI secolo), contenente affreschi di Scilla Peccenini, pittore di scuola umbra di fine XVI secolo;

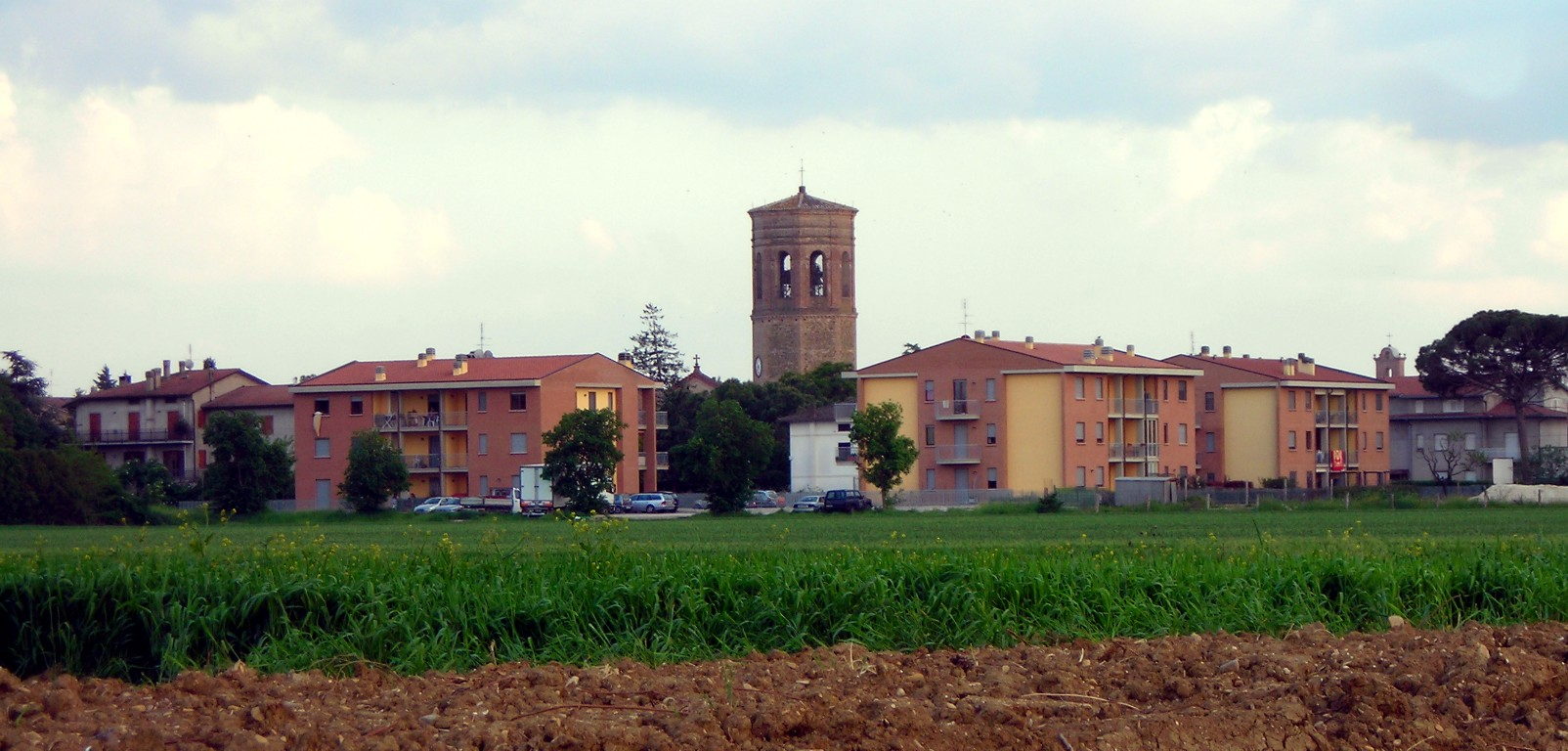
Panorama di San Nicolò visto dalla pianura, con il campanile ottagonale che svetta.

- Chiesa parrocchiale (fine XIX secolo), dotata di un campanile di forma ottagonale alto 32 m e di uguale perimetro.

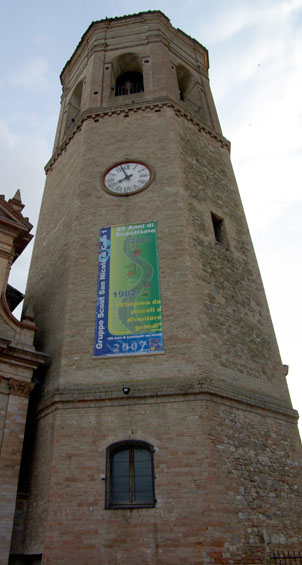
La torre campanaria.